# Government Relations
Government Relations (дословно: взаимодействие с государственной властью) — «деятельность специально уполномоченных сотрудников крупных коммерческих структур (GR-менеджеров) по ведению работы компании в политическом окружении». Government Relations (GR) также является систематическими попытками компании оказать влияние на действия и меры властей с целью достижения компанией определенных целей или защиты некоторых интересов. Основной задачей GR является «предотвращение вероятных угроз от деятельности политических стейкхолдеров и реализация потенциальных возможностей компании посредством её участия в политических действиях», а целью GR — «выстраивание долгосрочной, комфортной, предсказуемой системы связей с профильными для компании политическими стейкхолдерами».

## Различие между GR и лоббизмом
Между GR и лоббизмом существуют значительные отличия: если лоббизм является технологией для продвижения интересов компании в органах власти, то GR является составной частью общего менеджмента, и задачи, стоящие перед ним, намного шире, чем задачи, стоящие перед лоббизмом.
В теории функция GR (Government Relations) подразумевает выстраивание и поддержание взаимодействия с органами государственной власти на федеральном, региональном и местном уровнях, в то время как лоббистская деятельность направлена на оказание влияния определенной заинтересованной группы лиц на принятие тех или иных политических и управленческих решений.
GR наряду с налаживанием взаимодействия с властью как таковой призван также налаживать коммуникации и внутри самой компании между её подразделениями (PR, отдел маркетинга, информационно-аналитическое управление и пр.) и внешними сотрудниками, проводить мониторинг деятельности органов власти и СМИ, осуществлять взаимодействие с профильными отраслевыми ассоциациями, принимать участие в организации мероприятий и работе консультативных советов при органах власти, предоставлять (по требованию) экспертную информацию и пр.
Цель лоббизма — добиться принятия политического решения, «решить вопрос» в профильном органе государственной власти. Цель GR — «выстроить комфортную, предсказуемую систему отношений с профильными для компании политическими стейкхолдерами». GR — это область общего менеджмента, а лоббизм — это технология.
Различие между GR и лоббизмом кроется и в характере вознаграждения: специалист по связям с правительственными организациями находится в штате компании и получает постоянную зарплату, в противоположность ему лоббист работает за гонорар и возможный процент от сделки.

## Различие между GR и PA
Многие компании, чтобы не использовать термин лоббизм, стали применять не только термин GR. Возникли такие понятия, как Public Affairs, Government Affairs, Advocacy, policy representation, legislative communications, policy marketing. Все они выступают составными частями коммуникационного менеджмента.
Тем не менее, данные термины имеют разные подтексты. Под «advocacy» понимается продвижение интересов, но в отличие от GR продвижение интересов осуществляется через любые структуры, а не только через органы государственной власти. Термин «Public affairs» (PA) также более широк, чем GR, поскольку в него входит вся общая функциональная область, к которой наряду с непосредственно GR относится связь с медиасообществом (media relation), решение вопросов в неполитической сфере (issues management), связь с местным сообществом (community relation), социальная ответственность (social responsibility), grass roots (широкие массы) — продвижение интересов при помощи задействования потенциала рядовых граждан и пр. Термин «government affairs» распространен в США и по сути используется как синоним GR.

## Необходимость GR
Заказчиками GR-услуг выступает, как правило, крупный бизнес или отраслевые ассоциации; особенно они необходимы иностранным компаниям, которые нуждаются в сопровождении на незнакомой территории. В текущих условиях каналы коммуникации почти монополизированы. Власть принимает решения, основываясь на неполноценной экспертизе, одностороннем видении. По степени заинтересованности в GR-деятельности можно отчетливо видеть отрасли, в которых диалог между бизнесом и властью не сложился или ведется с существенным недопониманием. В пример можно привести зарубежные фармацевтические компании, от которых поступает много запросов на подобные услуги: государство «ведет политику импортозамещения», а бизнес хочет избежать связанных с этим проблем.

## Типология GR

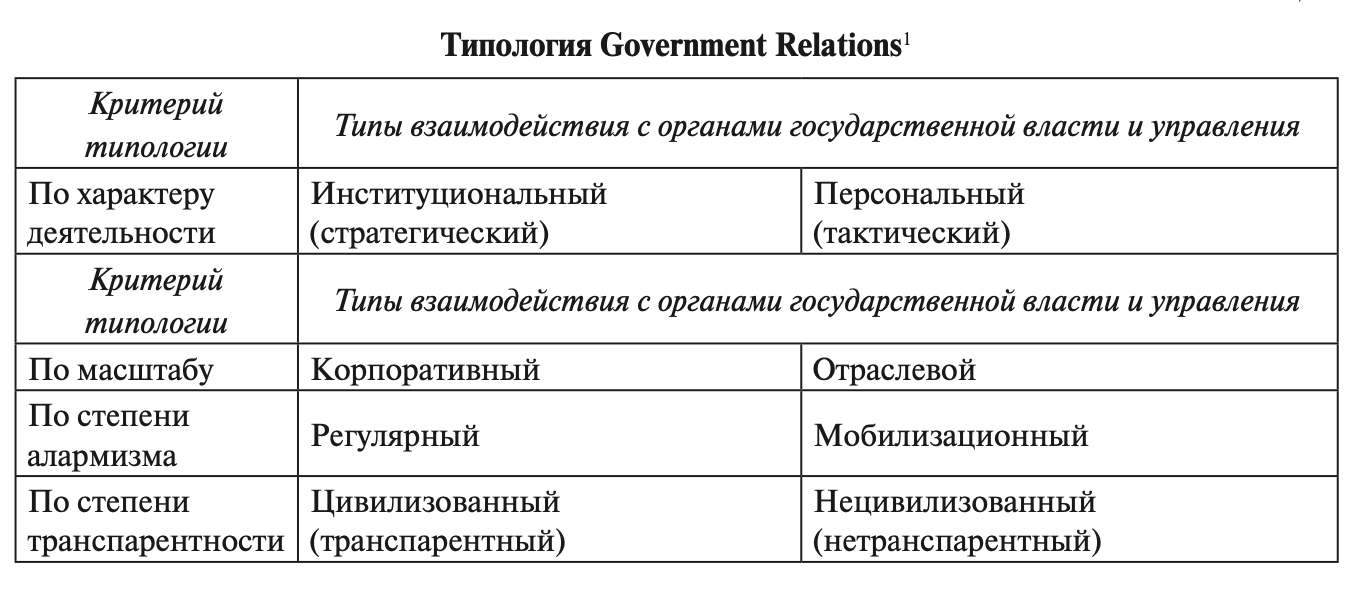
Типология GR

Функциональная дифференцированность GR-деятельности позволяет говорить о типологии GR, которая может быть представлена в форме таблицы.
По характеру деятельности различается GR институциональный (стратегический) и GR персональный (тактический). В первом случае речь идет о системности работы и ее планировании на перспективу, во втором — о доминировании тактических и точечных приемов разрешения проблемной ситуации.
По масштабу деятельности выделяют GR корпоративный и отраслевой.
- Корпоративный GR ориентирован на продвижение интересов конкретного учреждения или бизнес-структуры в конкретном регионе и по характеру своей деятельности является тактическим и целевым.
- Доминантой отраслевого GR выступает деятельность по продвижению интересов отрасли в целом посредством воздействия на законодательные и исполнительные органы власти федерального уровня.

По степени алармизма (от англ. «alarmism» — «паника», «тревога») GR подразделяется на антикризисный и регулярный.
Степень прозрачности GR-деятельности позволяет проводить грань между транспарентным (цивилизованным) и нетранспарентным (нецивилизованным) подходом к реализации GR-услуг.

## Технологии GR
Технологический круг GR-деятельности включает в себя следующие технологические сегменты:
- формирование первичных коммуникационных отношений с представителями властных структур;
- вовлеченность в деятельность рабочих групп и комиссий при соответствующих властных структурах;
- организация работы с общественными организациями;

- позиционирование позитивного имиджа в среде представителей властных структур;
- законодательная активность;
- организация взаимодействия с государственными структурами посредством участия в государственно-частном партнерстве;
- долгосрочное планирование — форсайт;
- информационно-аналитическое обеспечение GR-деятельности;
- участие в социально ориентированных проектах и др.

## Работа специалиста по GR
GR представляет собой связь компании с органами власти, без помощи которых не может быть осуществлен ни один важнейший политический или бизнес-проект. В обязанности специалиста по GR входит выстраивание тесных отношений, построенных на доверии, между своим работодателем и властью. Иными словами, специалист по GR устанавливает неформальный диалог, строит прочные «мосты», ведущие из корпорации в структуры власти, по которым уже пройдут простые лоббисты с конкретными предложениями, способными заинтересовать власть своими предложениями.
Специалисты по GR организовывают общую систему взаимодействия по цепочке «компания — бизнес-ассоциация — власть» и взаимодействие внутри собственной компании между подразделением по связям с органами государственной власти, акционерами и руководством. Несомненно, специалист по GR несёт ответственность за качественную и своевременную подготовку информации сотрудниками компании, а зачастую и создает информационные поводы, то есть выступает ньюсмейкером.
К основным функциям специалиста по GR относятся:
- формирование благоприятного имиджа компании среди политической элиты;
- решение практических вопросов с государственными компаниями;
- формирование благоприятной атмосферы отношений с регулирующими органами;
- решение судебных вопросов;
- решение вопросов входа на новый рынок[8].

Подготовка программы по GR обычно включает пять основных шагов:
1. определение проблем (identifying issues);
2. расстановка приоритетов (setting priorities);
3. идентификация высших чиновников (identifying policymakers);
4. урегулирование стратегии повесток дня (setting agendas);
5. отбор действий и ресурсов (selection actions and resources)[9]

Исходя из условий страны или региона, GR-специалист подбирает оптимальную стратегию взаимодействия с органами государственной власти. Существуют две модели GR, которые определяются, соответственно, особенностями западных и восточных стран.
Для стран Запада, где есть законодательное и этическое регулирование GR-деятельности, базовым методом является сетевая деятельность, в рамках которой проводится большое количество встреч с людьми, оказывающими влияние на формирование мнения (общества и власти) о некоторой компании. Наряду с этим, важным является участие в работе консультативных советов, общественной деятельности. Для стран Востока традиционным является материальное стимулирование лиц, которые принимают решения. При этом не только должность, но и родственные связи влияют на реальное участие человека в принятии решений.